# Brasil, Chiapas
Brasil är en ort i Mexiko.   Den ligger i kommunen Huixtla och delstaten Chiapas, i den sydöstra delen av landet, 800 km sydost om huvudstaden Mexico City. Brasil ligger 1 040 meter över havet och antalet invånare är 212.
Terrängen runt Brasil är kuperad åt nordväst, men åt sydost är den bergig. Brasil ligger uppe på en höjd. Runt Brasil är det ganska tätbefolkat, med 104 invånare per kvadratkilometer. Närmaste större samhälle är Huixtla, 10,6 km söder om Brasil. I omgivningarna runt Brasil växer i huvudsak städsegrön lövskog.